# Шишковцы (Ставчанская сельская община)
Ши́шковцы (укр. Шишківці) — село в Ставчанской сельской общине Черновицкого района Черновицкой области Украины.
До 2020 года входило в Кицманский район.
Население по переписи 2001 года составляло 1598 человек. Почтовый индекс — 59312. Телефонный код — 3736. Код КОАТУУ — 7322589501.